# Afrophlaeoba nguru
Afrophlaeoba nguru är en insektsart som beskrevs av Nicholas David Jago 1983. Afrophlaeoba nguru ingår i släktet Afrophlaeoba och familjen gräshoppor. Inga underarter finns listade i Catalogue of Life.